# 里亞日斯克區

里亞日斯克區（俄语：Ряжский район），是俄羅斯的一個區，位於該國西部，由梁贊州負責管轄，面積1,019平方公里，2010年該地區人口29,026，人口密度每平方公里28.48人。
54°36′N 39°42′E / 54.600°N 39.700°E